# Peter James Cullinane
Peter James Cullinane CNZM (Dannevirke, 16 de novembro de 1936) é o bispo emérito de Palmerston North.
O arcebispo de Gênova, o cardeal Giuseppe Siri, ordenou-o sacerdote em 9 de julho de 1950 e foi incardinado no clero da arquidiocese de Wellington. 
O Papa João Paulo II o nomeou Bispo de Palmerston North em 6 de março de 1980. O arcebispo de Wellington, Thomas Stafford Williams, o ordenou bispo em 23 de abril do mesmo ano; Os co-consagradores foram Owen Noel Snedden, Bispo Auxiliar de Wellington e Vigário Militar da Nova Zelândia, e Edward Russell Gaines, Bispo de Hamilton, Nova Zelândia.
Em 22 de fevereiro de 2012, o Papa Bento XVI aceitou a renúncia de Peter James Cullinane por motivos de idade.